# Герасимов, Вадим Сергеевич
Вади́м Серге́евич Гера́симов (11 августа 1985, Котельниково, Волгоградская область — 8 марта 2022, Украина) — российский подполковник. Герой Российской Федерации (2022, посмертно).

## Биография
Родился в городе Котельниково Волгоградской области. После окончания средней школы № 2 в Котельниково поступил в Московское высшее военное командное училище.
Проходил службу в Ленинградской области в должности командира батальона. Служил на Северном Кавказе, а также уже в звании подполковника командовал батальоном 138 отдельной гвардейской мотострелковой бригады в Ленинградской области. Проходил обучение в Общевойсковой академии Вооружённых сил РФ.
Погиб 8 марта 2022 в ходе вторжения России на Украину. 21 мая Национальная полиция Украины сообщила о том, что тело Герасимова обнаружено в захоронении в Золочевском районе Харьковской области; захоронение было произведено местными жителями. В России прощание с Герасимовым прошло 9 июня 2022 в Котельникове. Имя В. С. Герасимова увековечено на памятной доске мемориала в выборгском сквере Мужества.
Государственные награды мужа Анастасии Герасимовой передал представитель Минобороны России генерал-майор Игорь Кремлев[значимость факта?].

## Награды и звания
- Герой Российской Федерации (2022)
- Орден Мужества